# Emanuel Sperner
Emanuel Sperner (ur. 9 grudnia 1905 w Prusinowicach, zm. 31 stycznia 1980 w Laufen) – niemiecki matematyk. Udowodnił twierdzenie Spernera i lemat Spernera.

## Życiorys
Emanuel Sperner urodził się w Prusinowicach, wsi pod Nysą. Pierwszą naukę rozpoczął w Gimnazjum w Nysie, następnie wyjechał na Uniwersytet Albrechta i Ludwika we Fryburgu, później na Uniwersytet w Hamburgu. W 1957 roku był prezesem Niemieckiego Stowarzyszenia Matematyków.
Wśród jego doktorantów są Gerhard Ringel, Helmut Karzel i Hans-Joachim Arnold.